# François Marcela-Froideval
François Marcela-Froideval, né le 10 décembre 1958 à Paris et mort le 17 juin 2025 à Lorrez-le-Bocage-Préaux (Seine-et-Marne), est un scénariste de bande dessinée, de jeu vidéo et de jeu de rôle.
Il est l'un des créateurs du magazine Jeux et Stratégies, ainsi que du premier magazine français sur le jeu de rôle, Casus Belli. Ce qui fait de lui l'un des contributeurs à l'introduction du jeu de rôle en France. Il est aussi connu pour la scénarisation de jeux vidéo et de bandes dessinées comme les Chroniques de la Lune noire.

## Biographie

### Carrière
François Marcela-Froideval a découvert le jeu de rôle dans le premier club français de Saint-Rémy-lès-Chevreuse. Il est le créateur du club de la rue d'Ulm et le fondateur du magazine Casus Belli dont il reste rédacteur en chef jusqu'à son départ pour les États-Unis.
Il commence sa carrière professionnelle comme ludologue chez Excelsior Publications avec un hors série consacré aux jeux de réflexion de Science & Vie. À la suite de ce succès, avec Peter Watts et Alain Ledoux, il participe également à la conception du journal Jeux et Stratégie au sein du groupe Excelsior Publications. Peter Watts, ayant créé la maison d'édition Jeux Descartes, il en devient le « conseiller wargame ». Avec des amis, il crée la Fédération française des jeux de simulation stratégique et tactique (FFJSST), dont il devient le président.
En 1980, avec Didier Guiserix, il bricole un premier numéro de Casus Belli, tiré à 2 000 exemplaires. Après une rencontre avec Paul Dupuy, directeur du groupe Excelsior, il obtient un budget pour lancer ce périodique qui devient le principal magazine des jeux de rôle sur table en France dans les années 80 et 90,.
En 1982, il quitte la France pour devenir un assistant de Gary Gygax, le président de TSR (l'éditeur de Donjons et Dragons). Il reste quatre ans aux États-Unis, où il coécrit avec Gygax plusieurs livres de règles d’Advanced Dungeon and Dragons : le Monster Manual II (en) et l'Oriental Adventures.
De retour en France, il s'occupe de la distribution et de la traduction des produits TSR en France jusqu'en 1989. Puis il travaille pour la société d'édition de jeux vidéo Infogrames comme conseiller sur de nombreux titres, dont Drakkhen dont il signe le scénario. Il collabore ensuite avec l'équipe de Cryo Interactive pour laquelle il scénarise Dragon Lore 1 puis 2. En tout, il crée une vingtaine de jeux de plateau, dont Ave Tenebrae et Fiefs et Empires, et de nombreux scénarios de jeux de rôles.[réf. souhaitée]
En 1988, il fait un passage éclair dans Pilote & Charlie, avec le Ninja de la nuit et Cauchemar, scénarisant deux planches dessinées respectivement par Henry Bismuth (maintenant peintre) et Tignous.[réf. souhaitée]
En 1989, il crée le premier tome des Chroniques de la Lune noire, cycle fantastique dessiné par Olivier Ledroit et édité chez Zenda, repris depuis par Dargaud. À partir de 1994, le dessin est repris par Cyril Pontet. Il avait commencé deux premiers chapitres de l'histoire sous la forme de roman aux États-Unis mais ayant perdu les disquettes, il envisagea une version bande dessinée pour ne pas tout retaper. La série de bandes dessinées a connu un grand succès. En 2021, il revient sur ce projet de roman et adapte la série en collaboration avec l'autrice Jeanne-A Debats.
Son décès est annoncé le 18 juin 2025. À la suite de la nouvelle de sa mort, plusieurs hommages rendent compte de son rôle dans l'introduction du jeu de rôle en France.

## Publications

### Romans

#### SérieChroniques de la Lune noire
Cette série est coécrite avec Jeanne-A Debats.
1. De Gueules, Leha, 2021
2. De Sinople, Leha, 2022

### Auteur de livres de jeux de rôle
- Gary Gygax et François Marcela-Froideval, Monster Manual II (en), Tactical Studies Rules (TSR), 1983.
- (en) Gary Gygax et François Marcela-Froideval, Oriental Adventures, TSR, 1985, 144 p. (ISBN 0-88038-099-3)

### Scénariste de bandes dessinées
- 666 (en 1993, avec Franck Tacito chez Zenda et repris ensuite par Glénat)
- 6666 (en 2004, avec Franck Tacito chez Zenda)
- Anamorphose À partir de 2005, avec Francard chez Dargaud
- L'Archimage Robert en 1991 avec Jack Manini, chez Zenda
- Atlantis avec Fabrice Angleraud, chez Zenda[11]
- Les Arcanes de la Lune noire
- Chroniques de la Lune noire
- Fatum À partir de 1996, avec Francard chez Dargaud
- Les Fées À partir de 1996, avec Patrick Larme chez Dargaud
- Harkhanges avec Sylvain Guinebaud chez Albin Michel
- Hyrknoss
- Lex avec Stéphane Collignon, chez Zenda
- Mens Magna avec Guillaume Sorel, chez Soleil Productions
- Methraton, directement inspiré des Chroniques de la Lune noire, (avec Fabrice Druet chez Albin Michel)
- Nexus t. 1 : Le Gardien, avec Nicolas Bournay, chez Zenda, 2000  (ISBN 2-7234-2356-5)[12]
- Ten Chi tome 1 : Sakura, dessin de Wing K. Law, chez Soleil Productions, 1996
- Succubus un seul album directement inspiré des Chroniques de la Lune noire, (avec Cyril Pontet, chez Zenda)
- Ten chi

### Auteur de jeux de plateau
- Ave Tenebrae (1982)[6]
- Fiefs et Empires